# Pier Luigi Mazzoni

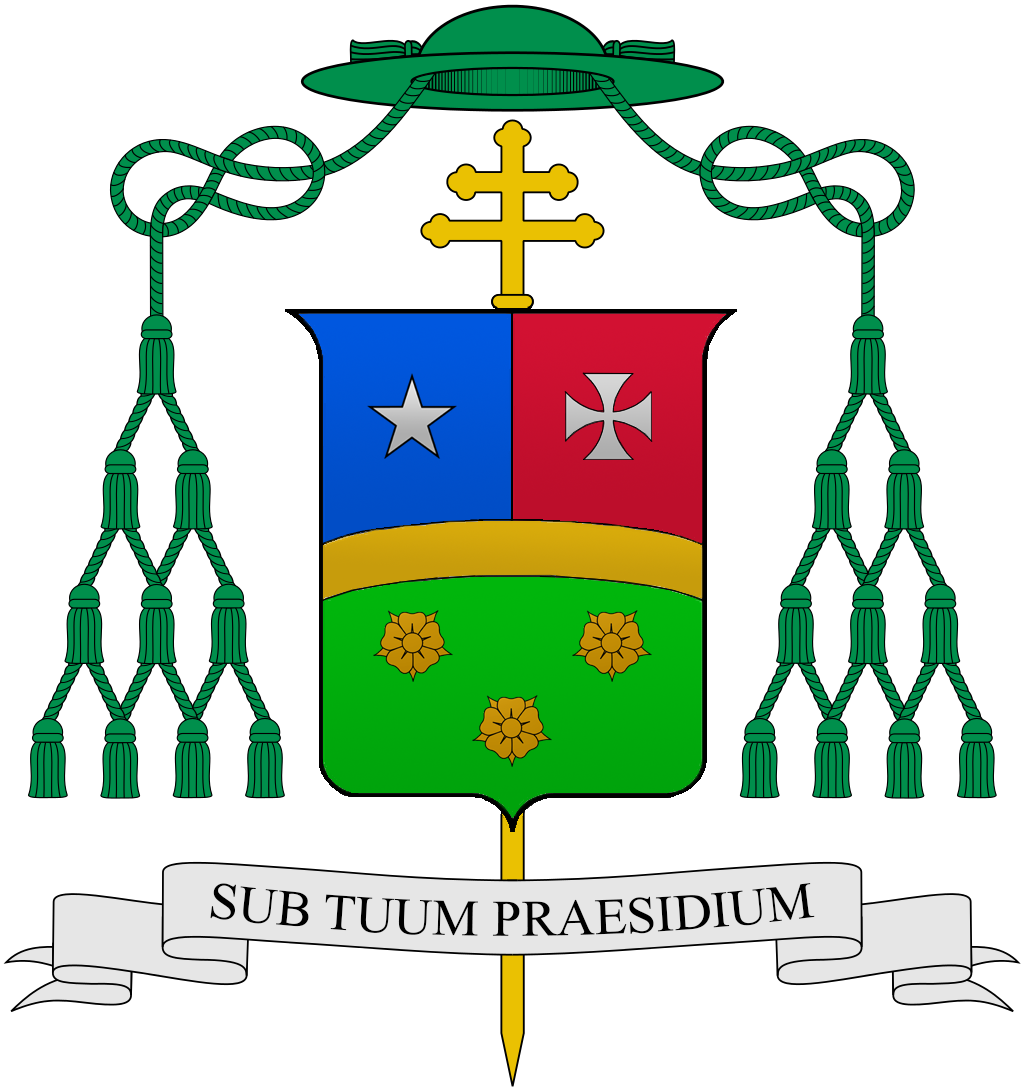
Erzbischofswappen

Pier Luigi Mazzoni (* 3. August 1932 in Dovadola, Provinz Forlì-Cesena, Italien; † 12. Juli 2012 in Gaeta, Provinz Latina) war ein italienischer Geistlicher und römisch-katholischer Erzbischof von Gaeta.

## Werdegang
Pier Luigi Mazzoni studierte zunächst im Seminar von Modigliana und Kanonisches Recht am Päpstlichen Lombardischen Priesterseminar in Rom. Nach einem Lizenziat in Philosophie an der Päpstlichen Lateranuniversität wurde er an der Päpstlichen Universität Gregoriana zum Dr. theol. promoviert. Er empfing in Rom am 18. Februar 1958 die Priesterweihe. Er war für die Kongregation für die Bischöfe tätig und wurde dort Abteilungsleiter und Stellvertreter des Sekretärs.
Am 13. April 1991 wurde er von Papst Johannes Paul II. zum Bischof von Ascoli Piceno ernannt. Die Bischofsweihe spendete ihm der Kardinalpräfekt der Kongregation für die Bischöfe, Bernardin Gantin, am 18. Mai desselben Jahres in der römischen Basilika Santa Maria Maggiore; Mitkonsekratoren waren der Apostolische Nuntius in Italien, Erzbischof Luigi Poggi, und sein Vorgänger als Bischof von Ascoli Piceno, Marcello Morgante. Am 12. Februar 1997 ernannte ihn Papst Johannes Paul II. zum Erzbischof von Gaeta.
Am 20. September 2007 nahm Papst Benedikt XVI. sein aus Altersgründen vorgebrachtes Rücktrittsgesuch an.